# Cheumatopsyche concava
Cheumatopsyche concava är en nattsländeart som först beskrevs av Georg Ulmer 1930.  Cheumatopsyche concava ingår i släktet Cheumatopsyche och familjen ryssjenattsländor. Inga underarter finns listade i Catalogue of Life.